# Cornelia de legatis magistratuum provincialium
Cornelia de legatis magistratuum provincialium va ser una llei romana establerta per Luci Corneli Sul·la potser l'any 80 aC que establia que les ciutats no podrien pagar més despeses als legats dels magistrats que viatjaven que les que fixaven les lleis.